# Kókusz-szigeti légykapótirannusz
A kókusz-szigeti légykapótirannusz (Nesotriccus ridgwayi) a madarak (Aves) osztályának verébalakúak (Passeriformes) rendjébe, ezen belül a királygébicsfélék (Tyrannidae) családjába tartozó Nesotriccus nem egyetlen faja.

## Előfordulása
500 km-re Costa Rica partvidékétől, a Csendes-óceánban fekvő Kókusz-szigeten honos.

## Megjelenése
Testhossza 13 centiméter.